# 天伯倫 (伊利諾伊州)
天伯倫（英語：Timberlane）是位於美國伊利諾伊州布恩縣的一個村落。

## 地理
天伯倫的座標為42°19′56″N 88°51′26″W / 42.33222°N 88.85722°W，而該地最高點為海拔高度270米（即886英尺）。

## 人口
根據2010年美國人口普查的數據，天伯倫的面積為4.60平方千米，當中陸地面積為4.60平方千米，而水域面積為0.00平方千米。當地共有人口934人，而人口密度為每平方千米203人。